# Joseph Pascher
Joseph Pascher, né le 26 septembre 1893 à Härtlingen et mort le 5 juillet 1979 à Wiesbaden, est un prêtre catholique, professeur, liturgiste et théologien allemand, président de l'université Louis-et-Maximilien de Munich.

## Biographie

### Carrière
Après avoir fini ses études à Friedberg en Hesse, Joseph Pascher entre au séminaire de Fulda. En 1916, il est ordonné prêtre. De 1916 à 1920, il est aumônier à Willmars mais étudie également les mathématiques, les langues orientales et obtient son doctorat en 1921 à Frankfurt. À partir de 1920, le P. Pascher travaille comme enseignant à l'école secondaire de Wiesbaden En 1928 il obtient son doctorat en théologie à Wurtzbourg.
Après son habilitation en théologie fondamentale en 1929, il est professeur agrégé d'apologétique à l'université de Wurtzbourg. Après la fermeture de la faculté de théologie catholique de Wurtzbourg en 1936, il s'installe à Munich afin d'y enseigner l'éducation religieuse. Après la fermeture de la faculté de Munich en 1939, il travaille à l'université de Münster en tant que professeur associé de théologie pastorale. En 1946, il devient doyen de la Faculté de théologie catholique et professeur titulaire. Dès l'été 1946, il devient professeur de liturgie, d'homélie et de théologie pastorale à Munich. Pendant son séjour à Munich, il est à la fois doyen de la Faculté et président de l'université Louis-et-Maximilien de Munich de 1958 à 1959. Il prend sa retraite en 1960, après avoir été le professeur de nombreux futurs théologiens dont faisait partie le futur pape Benoît XVI.

### Retraite et réformes
Une fois à la retraite, le P. Pascher est membre de la Commission préparatoire des questions liturgiques et théologiques pour le concile Vatican II. Il travaille ensuite au Consilium pour la mise en œuvre de la réforme de la Constitution sur la Liturgie et informe la Conférence épiscopale allemande, dont il a fait partie de 1955 à 1970, des prochaines réformes liturgiques. 
Le 5 juillet 1979, le P. Pascher décède d'un accident vasculaire cérébral, et est inhumé au Waldfriedhof de Munich.